# Tiger Racing

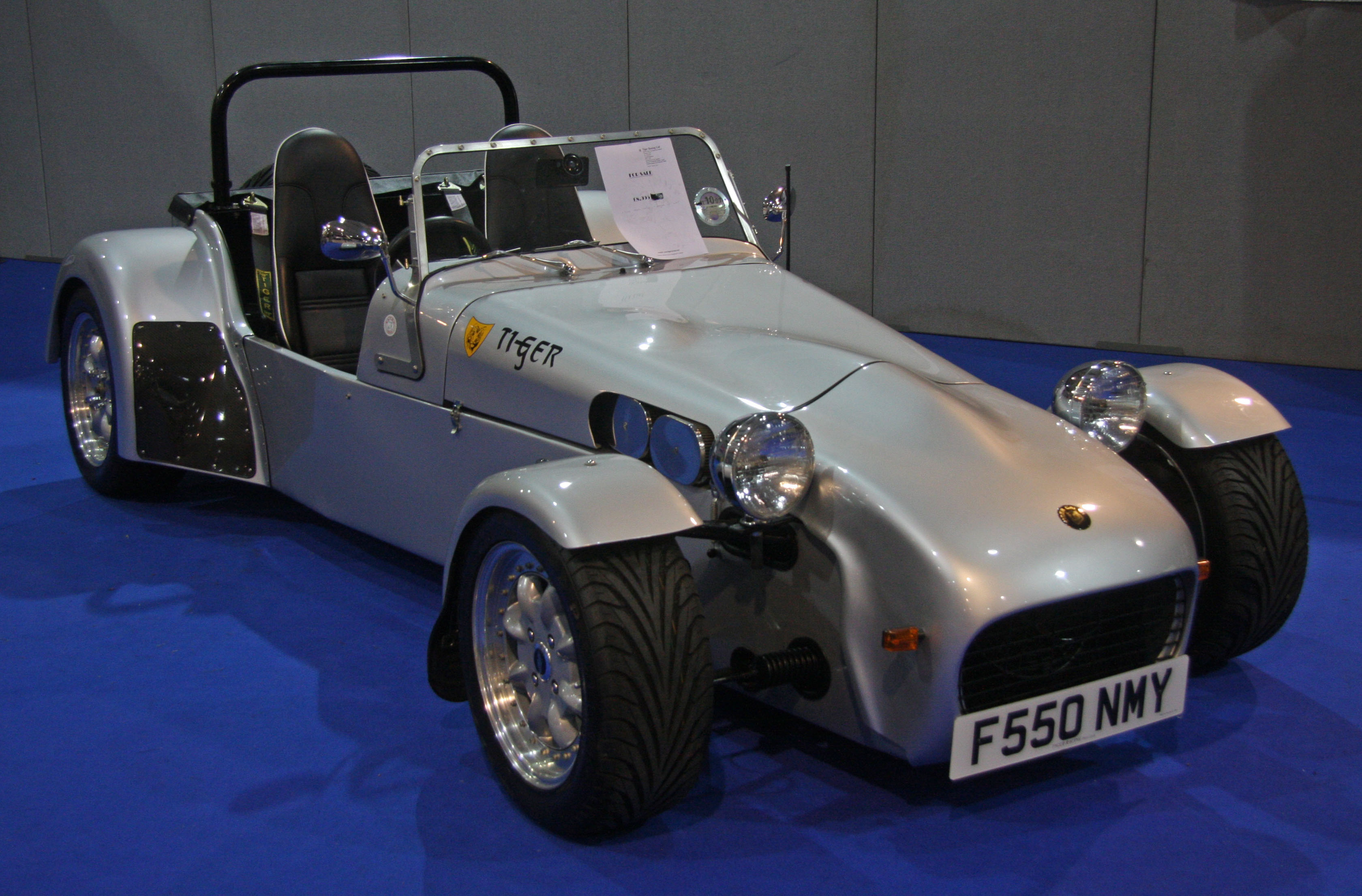
Tiger

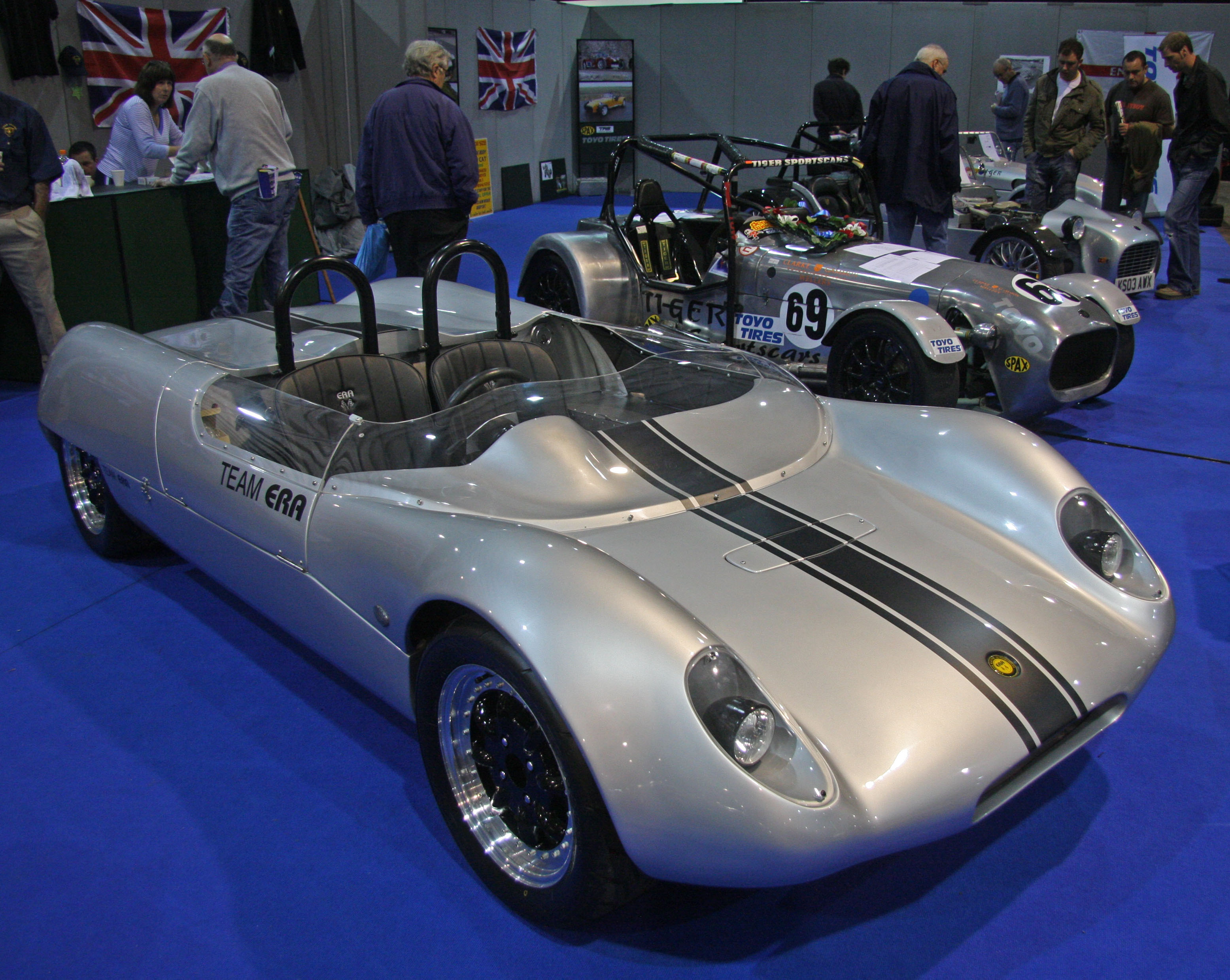
ERA 30

Tiger Racing Limited ist ein britischer Hersteller von Automobilen.

## Unternehmensgeschichte
Jim Dudley gründete 1989 das Unternehmen im Londoner Stadtteil Plumstead und begann mit der Produktion von Automobilen. Der Markenname lautet Tiger. Ab 1999 war der Unternehmenssitz in Thorney und aktuell in Wisbech. Seit 2003 wird auch der Markenname ERA verwendet.

## Fahrzeuge
Das Unternehmen stellt Kit Cars her.

### Markenname Tiger
Viele Modelle ähneln dem Lotus Seven. Ein Rohrrahmen bildet die Basis. Anfangs trieb ein Vierzylindermotor vom VW Golf die Fahrzeuge an. Später war auch ein Einbaumotor vom Ford Sierra erhältlich, aber auch ein V8-Motor.
Außerdem entstanden Nachbildungen des Jaguar D-Type und des Ferrari 250 LM sowie eine moderne Interpretation des Lotus Elan.

### Markenname ERA
Dieser Markenname ist eine Anspielung auf den ehemaligen britischen Renn- und Sportwagenhersteller English Racing Automobiles. Seit 2003 werden Einsitzer und seit 2005 Zweisitzer hergestellt. Der ERA 30 ist eine Nachbildung des Lotus 23.